# 2012年斯洛伐克議會選舉
2012年斯洛伐克议会選舉於2012年3月10日投票。這次選舉是在2012年斯洛伐克国民议会解散之後進行。在這次選舉中，羅伯特·菲喬領導的方向－社會民主黨獲得勝利，取得了83個議席。基督教民主運動則獲得了16個議席，是第二大黨。